# Список рек Чада
Это список рек Чада. Список отсортирован по границам водосборных бассейнов.

## Гвинейский залив
- Нигер
  - Бенуэ
    - Майо-Кебби

## Озеро Чад
- Шари
  - Логон
    - Пенде
    - Мбере

  - Бахр-Эргуиг
  - Бахр-Саламат
    - Бахр-Азум
      - Вади-Каджа

  - Ухам
    - Нана-Барья

  - Бахр-Кейта
  - Ко
    - Брагото

  - Бахр-Аук
- Бахр-эль-Газаль

## Озеро Фитри
- Бата

## Дарфур
- Вади Ховар